# Tahmina Kohistani
Tahmina Kohistani (* 18. Juni 1989 in Kapisa) ist eine afghanische Leichtathletin.
Tahmina Kohistani studiert an der Universität von Kabul Sport und beabsichtigt in Afghanistan eine Sportakademie für Frauen zu gründen.
Bei den Leichtathletik-Juniorenweltmeisterschaften 2008 lief sie im Sprint über 100 m 15,00 Sekunden. Bei den Leichtathletik-Hallenweltmeisterschaften 2012 in Istanbul lief sie im Sprint über 60 m eine persönliche Bestleistung von 9,32 Sekunden.
Bei den Olympischen Sommerspielen 2012 war sie die einzige afghanische Teilnehmerin. Sie startete im Sprint über 100 m und belegte mit einer Zeit von 14,42 Sekunden den 32. Platz in den Vorläufen. Damit erzielte die 1,60 Meter große und 52 Kilogramm schwere Athletin erneut eine persönliche Bestleistung.